# Qualificazioni al campionato mondiale femminile di pallavolo 2014 (CAVB)
Le qualificazioni per il campionato mondiale femminile di pallavolo 2014 dell'Africa mettono in palio 2 posti. Delle 53 squadre africane appartenenti alla CAVB e aventi diritto di partecipare alle qualificazioni, ne partecipano 42.

## Squadre partecipanti
- Algeria
- Benin (ritirato)
- Botswana
- Burkina Faso
- Burundi
- Camerun
- Capo Verde
- Ciad (ritirato)
- Comore (ritirate)
- Costa d'Avorio
- Egitto

- Etiopia (ritirata)
- Gabon
- Gambia
- Ghana
- Guinea
- Kenya
- Lesotho
- Liberia (ritirata)
- Madagascar (ritirato)
- Malawi
- Marocco (ritirato)

- Mauritius
- Mozambico
- Namibia
- Niger
- Nigeria
- Rep. del Congo
- RD del Congo
- Ruanda (ritirato)
- Senegal
- Seychelles

- Sierra Leone
- Sudan (ritirato)
- Sudafrica (ritirato)
- eSwatini
- Tanzania
- Togo
- Tunisia
- Uganda
- Zambia
- Zimbabwe

## Turno subzonale

### Gruppo A
- Luogo:  Sidi Bou Said
- Date: 18-19 luglio 2013

### Gruppo B
- Luogo:  Dakar
- Date: 18-21 luglio 2013

### Gruppo D
- Luogo:  Ouagadougou
- Date: 17-19 luglio 2013

### Gruppo E
- Luogo:  Abuja
- Date: 23-25 luglio 2013

### Gruppo F
- Luogo:  Libreville
- Date: 15-22 luglio 2013

### Gruppo H
- Luogo:  Nairobi
- Date: 26-30 luglio 2013

### Gruppo J
- Luogo:  Maputo
- Date: 3-6 luglio 2013

### Gruppo K
- Luogo:  Lilongwe
- Date: 23-25 luglio 2013

### Gruppo L
- Luogo:  Victoria
- Date: 26-28 luglio 2013

## Turno zonale

### Gruppo N
- Luogo:  Capo Verde
- Date: 8-10 novembre 2013

#### Classifica
- La Guinea si è qualificata per il turno zonale, ma poi si è ritirata.

### Gruppo O
- Luogo:  Abidjan
- Date: 28-30 novembre 2013

### Gruppo P
- Luogo:  RD del Congo
- Date: 3-4 novembre 2013

### Gruppo Q
- Luogo:  Kampala
- Date: 17-19 ottobre 2013

### Gruppo R
- Luogo:  Lusaka
- Date: 22-26 ottobre 2013

### Gruppo S
- Luogo:  Vacoas-Phoenix
- Date: 6 ottobre 2013

## Fase finale

### Gruppo T
- Luogo:  Algeri
- Date: 23 febbraio-1º marzo 2014

#### Classifica
- Il Ghana si è ritirato dopo essersi qualificato dal turno zonale.

### Gruppo U
- Luogo:  Nairobi
- Date: 16-22 febbraio 2014

#### Classifica
- Capo Verde si è ritirato dopo essersi qualificato dal turno zonale.